# Mammamia
Mammamia è un singolo del gruppo musicale italiano Måneskin, pubblicato l'8 ottobre 2021 come primo estratto dal terzo album in studio Rush!.

## Descrizione
Scritta dai quattro componenti del gruppo, Mammamia è un brano rock influenzato da sonorità dance e pop. Il frontman Damiano David l'ha descritta come «una canzone leggera, non seria, per divertirci» con un testo che «parla di libertà nei gusti, anche nel sesso».

## Promozione
Il singolo è stato presentato in anteprima in diretta streaming dalla discoteca berlinese SO36 in seguito a una conferenza stampa con il gruppo, ed è stato messo in commercio a livello globale alla mezzanotte dell'8 ottobre 2021.

## Video musicale
Il video, reso disponibile il 19 ottobre 2021 attraverso il canale YouTube del gruppo, è stato diretto da Rei Nadal e mostra De Angelis, Raggi e Torchio in auto. De Angelis (presumibilmente riferendosi a David) dice: «He's so fucking annoying!» («È così fottutamente irritante!»), mentre Raggi inserisce l'audiocassetta del brano. I tre iniziano ad immaginare situazioni in cui David s'intromette in continuazione, venendo costantemente ucciso: in successione, annegato in un water da Torchio, accoltellato da De Angelis e colpito a morte con una chitarra da Raggi. Il video si conclude con David che entra nell'auto, rimuove l'audiocassetta e commenta: «I hate this fucking song!» («Odio questa fottuta canzone!»).

## Tracce
Testi e musiche dei Måneskin.
CD, download digitale
1. Mammamia – 3:06

12"
- Lato A

1. Mammamia – 3:06

- Lato B

1. Touch Me (Demo Version) – 3:49

## Formazione
Gruppo
- Damiano David – voce
- Victoria De Angelis – basso
- Thomas Raggi – chitarra
- Ethan Torchio – batteria

Produzione
- Fabrizio Ferraguzzo – produzione
- Måneskin – produzione
- Enrico La Falce – missaggio, mastering

## Classifiche
| Classifica (2021)                | Posizione massima |
| -------------------------------- | ----------------- |
| Austria                          | 35                |
| Belgio (Fiandre)                 | 41                |
| Croazia                          | 16                |
| Finlandia                        | 12                |
| Germania                         | 60                |
| Grecia                           | 18                |
| Irlanda                          | 38                |
| Italia                           | 6                 |
| Lituania                         | 2                 |
| Norvegia                         | 28                |
| Paesi Bassi                      | 48                |
| Portogallo                       | 67                |
| Regno Unito                      | 53                |
| Repubblica Ceca                  | 30                |
| Slovacchia                       | 27                |
| Stati Uniti (alternative)        | 27                |
| Stati Uniti (hard rock)          | 2                 |
| Stati Uniti (rock & alternative) | 21                |
| Svezia                           | 30                |
| Svizzera                         | 33                |
| Ungheria                         | 32                |